# Кейхюсрев III
Кей-Хосров III (араб. غياث الدين كيخسرو بن قلج ارسلان‎; Гийас ад-дин Кылыч-Арслан бин Кей-Хосров) — султан Рума, правивший в 1264—1283 годах.

## Наследник отца
Когда был убит султан Кылыч-Арслан IV, его сын был ещё ребёнком. Этим воспользовались монголы и убийца правителя — министр Сулейман перван Муин ад-дин. До совершеннолетия Кей-Хосрова, страной от его имени правил последний.

## Заговор
После перехода власти к наследнику Арслана, Сулейман вступил в переговоры с мамлюкским султаном Бейбарсом I. Вдвоём они решили изгнать монголов из Малой Азии, а престол Конийского султаната передать в руки министра. В 1276/77 году они смогли разбить кочевников у Эльбистана, и их войска вступили в Конью. Но после этого ход военных действий изменился, мамлюки вернулись домой, а Сулейман был убит по приказу монгольского наместника.

## Правление
Конийские султаны уже давно не пользовались авторитетом среди мусульманских вождей. В стране стала проявляться тяга к сепаратизму, но Хосров не мог никак повлиять на это. Так, в Синопе утвердились сыновья перване, а в Афьон-Карахисаре — дети визиря Сахиб Аты. Только вождь турок Осман I своими войнами с Византией заслужил уважение султана, и тот дал ему титул Уч-бек (защитник границ), барабан, штандарт (флаг красного цвета с изображённым на нём полумесяцем) и халат.
В 1283 году Кей-Хосров III умер, завещав власть своему племяннику Кей-Кубаду III.

Похоронен Кей-Хосров III в мечети Ала ад-Дина в Конье.